# Geheime Mühle
Die Geheime Mühle ist ein dem Stadtteil Beinstein der Stadt Waiblingen im baden-württembergischen Rems-Murr-Kreis zugehöriger Wohnplatz.

## Lage
Die Geheime Mühle befindet sich gegenüber von Beinstein am anderen Ufer der Rems, einem rechten Zufluss des Neckars. Die Mühle liegt etwas abseits von der Rems, mit der sie durch einen Mühlkanal verbunden ist.

## Geschichte
Erstmals erwähnt wurde die Mühle 1442 als Kymenmühle unter einem Müller Konrad. 1593 erscheint die Geheime Mühle auf einer Karte von Georg Gadner als Khaime Mül. Die Beschreibung des Oberamts Waiblingen von 1850 vermutet, dass dieser Name auf einen frühesten Besitzer namens Kymo zurückgeht. Weiterhin führt die Beschreibung aus, dass die Mühle durch die Hofdomainenkammer oder Kammerschreiberei jeweils zur Hälfte 1688 von der Gemeinde Beinstein und 1690 vom Burgvoigt Georg Raab erworben und der Schloßverwaltung Winnenthal zur Verwaltung übergeben wurde, und dass sie sich im Jahr 1850 im Eigentum der Hofdomainenkammer befand und verpachtet war. Am 1. Dezember 1971 wurde der Wohnplatz zusammen mit Beinstein in die Stadt Waiblingen eingegliedert. Im Januar 2000 ist die Geheime Mühle bis auf die Grundmauern niedergebrannt. Bis Herbst 2017 war in den Gebäuden eine Fabrik für Textilmaschinenzubehör untergebracht. In der Geheimen Mühle befindet sich heute ein Wasserkraftwerk des örtlichen Energieversorgers Stadtwerke Waiblingen.

## Verkehr
Die Mühle passiert eine Straße namens Mühlenweg, die Beinstein und die L 1193 verbindet. Die L 1193 wiederum verbindet Waiblingen mit der Bundesstraße 29. An der Mühle führen der Radweg entlang der Rems sowie der Rundradweg Waiblingen vorbei. Die Mühle liegt am Waiblinger Mühlenweg, der von hier über die Hahnsche Mühle und die Häckermühle bis zur Hegnacher Mühle führt.

## Kulturdenkmal
Backhaus, Stallscheune und Kellerhaus der Geheimen Mühle sind als Sachgesamtheit als Kulturdenkmal geschützt.